# Kamikaze (Eminemov album)
Kamikaze je deseti studijski album američkog repera Eminema. Album je objavljen 31 avgusta od strane izvođacke kuće Šejdi rekords, Aftermet rekords i Interskop rekords bez prethodne najave. Gosti albuma su Dzojner Lukas, Rojs da-fajv-najn, Dzesi Rejz i nekriditirani vokali Dzastina Vernona u pesmi „Fall”. Eminem potpisan kao Slim Šejdi i Dr.Dre potpisani su kao izvršni producenti albuma, dok je produkcija individualnih numera ordađena od strane raznih muzičara.
Prateći prethodni album „Revival”, muzički novinari i kritičari polemišu o tome da li je reper i dalje relevantan i da li bi trebao da se povuče sa hip-hop scene. Kao odgovor na kritike, Eminem je na početku 2018. godine objavio remiks pesme „Chloraseptic”. Gosti pesme bili su 2Čeins i Frešer. Album „Kamikaze” predstavlja nastavak odgovaranja kritičarima.

## Pozadina albuma
Eminem je album snimao osam meseci i za razliku od predhodnog albuma, ocenjen je dobro. Mnogi su se divili tome što je Eminem kritikovao kritičare. Album kritikuje ne samo kritičare već i ostale repere, predstavnike „mumble-rap”. U pesmi „Fall”, Eminem biva optužen za homofobičnu liriku ukazanu Tajler-di-Kriejtoru. Album je objavljen iznenada i bez ikakve najave. Prateći singlovi su „Fall”, „Venom”, „Lucky you”.

## Komercijalni uspeh
Kamikaze je ušao kao top 1 na US billboard album listi sa 434000 album-ekvivalentih jedinica od kojih su 252000 tradicionalne kupovine a ostalo su strimovi. Do danas je album prodat u preko milion primeraka od kojih su preko 500000 tradicionalne kupovine.

## Spisak pesama
1. „The Ringer”
2. „Greatest”
3. „Lucky You” ft. Joyner Lucas
4. „Paul” (skit) ft. Paul Rosenberg
5. „Normal”
6. „Em Calls Paul” (skit)
7. „Stepping Stone”
8. „Not Alike” ft. Royce da 5'9
9. „Kamikaze”
10. „Fall”
11. „Nice Guy” ft. Jessie Reyez
12. „Good Guy” ft. Jessie Reyez
13. „Venom”

## Sertifikati i Top Liste
| Region      | Sertifikat | CU/Prodaja |
| ----------- | ---------- | ---------- |
| Australija  | Platina    | 70000      |
| Danska      | Platina    | 20000      |
| Francuska   | Zlato      | 50000      |
| Italija     | Zlato      | 25000      |
| Novi Zeland | Platina    | 15000      |
| UK          | Zlato      | 200000     |
| US          | Platina    | 1000000+   |

| Top Lista 2017—2018       | Pozicija |
| ------------------------- | -------- |
| Norveška lista            | 1        |
| Škotska lista             | 1        |
| Švedska lista             | 1        |
| Nemačka lista             | 1        |
| Francuska lista           | 1        |
| Italijanska lista         | 1        |
| Australijska lista        | 1        |
| Austrijska lista          | 1        |
| Kanadska lista(Billboard) | 1        |
| Finska lista              | 1        |
| Švajcarska lista          | 1        |
| UK Albumi (OCC)           | 1        |
| US Billboard 200          | 1        |
| US Top R&B/Hip-Hop        | 1        |